# Kersti Merilaas
Kersti Merilaas, właśc. Eugenia Moorberg (ur. 24 grudnia 1913 w Narwie, zm. 8 marca 1986) – estońska pisarka, autorka literatury dziecięcej, tłumaczka z języka niemieckiego. Jej mężem był August Sang. Związana była z grupą literacką Arbujad. Stworzyła trzy libretta do oper Gustava Ernesaksa. Za władzy sowieckiej była ofiarą represji, z Estońskiego Związku Pisarzy usunięto ją pod sfałszowanymi zarzutami.